# Integrationspolitik

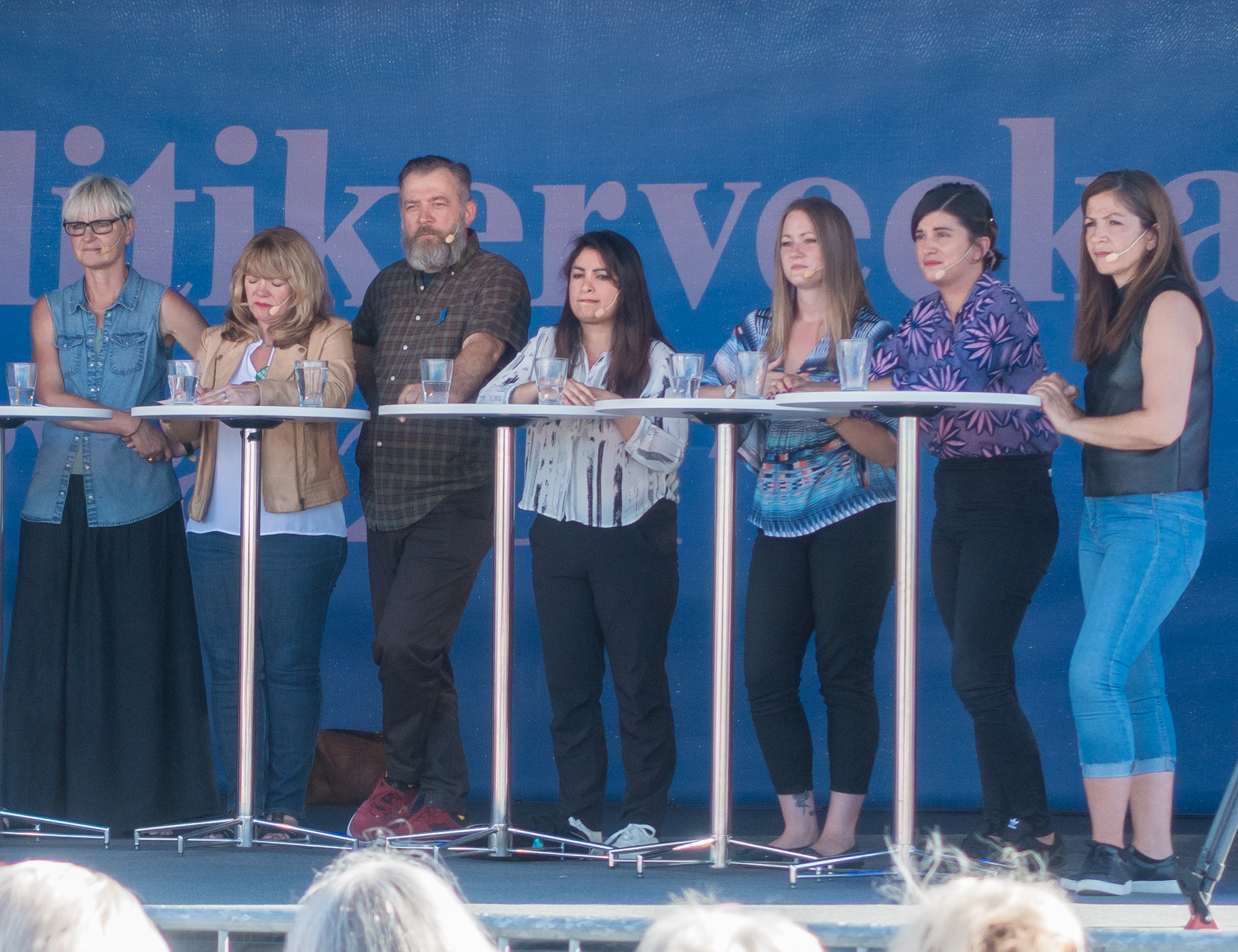
Debatt mellan politiker om integrationen under Järvaveckan 2017.
Från vänster: Maria Abrahamsson (M), riksdagsledamot. Susanne Nordling (MP), oppositionslandstingsråd i Stockholms läns landsting. Micke Valier (KD), ersättare i Stockholms kommunfullmäktige. Nooshi Dadgostar (V), riksdagsledamot i Civilutskottet. Jenny Ribsskog, andre vice ordförande för (SD) i Stockholms stad. Sissela Nordling Blanco (F!), ansvarig för mänskliga rättigheter i Stockholm Stad. Gulan Avci (L), ordförande i Liberala kvinnor.

Med integrationspolitik avses i svensk politisk debatt dels politik för att underlätta nyanlända invandrares etablering i landet, dels en anpassning av det svenska samhället efter de förändringar som invandringen inneburit.
I statsbudgeten är integrationspolitik ett politikområde som ingår i utgiftsområde 13 Arbetsmarknad. Inom politikområdet hanteras frågor som rör:
- introduktionsinsatser för nyanlända invandrare
- kommunplacering av flyktingar som fått uppehållstillstånd
- statens ersättning till kommunerna för flyktingmottagning
- svenskt medborgarskap
- diskriminering på grund av etnisk tillhörighet eller religion
- rasism och främlingsfientlighet
- kunskapsbyggnad på integrationsområdet
- samordning av regeringens arbete för integration inom bland annat arbetsmarknaden och utbildningsväsendet

## Sveriges integrationspolitik

### Statistik 2014–2019
Sverige har den mest ambitiösa integrationspolitiken i Europa och totalt bland 52 av världens länder enligt Migrant Integration Policy Index (år 2014 och 2019). Indexet baseras på faktorer som landets antidiskrimineringsarbete, och på invandrares arbetsmarknadsrörlighet, utbildningsmöjligheter, hälsa och möjlighet till permanent boende i landet, vilket alla är områden där Sverige bedöms ligga i topp.
Å andra sidan har Sverige en låg sysselsättningsgrad bland utomeuropeiskt födda (2019) i ett Europeiskt perspektiv. Andelen nyanlända som inte får godkänt i nionde klass och klarar behörigheten till gymnasiet, ligger på nästan 50 procent (2015).
I en nordisk jämförelse är sysselsättningsgapet mellan infödda och utomeuropeiskt födda något mindre i Sverige (2017), och har fortsatt att minska ju längre en grupp invandrare har befunnit sig i Sverige, medan det tenderar att stagnera i övriga nordiska länder.

### Integrationspolitikens utveckling 1975–1990
Sedan år 1975 har Sveriges politiska ledning i huvudsak eftersträvat integration och multikulturalism snarare än assimilering och kulturell homogenitet. I Sverige innebär detta bland annat ett uttalat övergripande mål att invandrare ska kunna behålla sin kulturella särart och sitt hemspråk snarare än till exempel att tvingas till en språklig anpassning för att kunna ta del av det svenska samhällslivet. Av denna anledning har invandrare med annat modersmål än svenska rätt till bland annat gratis tolk/översättning i kontakt med svenska myndigheter  och gratis hemspråksundervisning för alla barn med annat modersmål än svenska. Liksom till övriga invånare ges även offentligt stöd till etniskt, religiöst, kulturellt eller språkligt enhetliga organisationer.
Den invandrarpolitik som antogs 1975 utgör bakgrunden såväl till integrationspolitiken som till dagens migrationspolitik, även om Sverigedemokraternas inträde i riksdagen och samarbetesavtal med den borgerliga regeringen från och med 2016 har föranlett diskussioner kring huruvida tydligare drag av assimilering återigen bör införlivas i den svenska migrationspolitiken. År 1975 ingick det i den svenska migrationspolitiken att underlätta invandrarnas anpassning till det svenska samhället. Utgångspunkten var emellertid att de i möjlig utsträckning skulle stödjas i att behålla sin ursprungliga kultur, vilket ansågs underlätta integrationen.
1970-talets politik har senare kritiserats dels för att ha fokuserat enbart på att anpassa invandrarna och inte beaktat behovet av att förändra det svenska samhället, dels för att bygga på en statisk föreställning om såväl invandrares som svenskars kulturer. Detta kan delvis ha berott på att det tidiga 1970-talets invandring i stor utsträckning var en fråga om arbetskraftsinvandring, det vill säga en invandring av personer som förväntades lämna Sverige efter en relativt kort tid. Senare invandring har däremot i första hand utgjorts av flyktinginvandring.

### Integrationspolitikens utveckling 1991–2006
När Kulturdepartementet 1991 inrättades som eget departement inordnades invandringspolitiken som det största av dess arbetsområden. Denna organisation ändrades emellertid redan efter regeringsskiftet 1994.
Propositionen Utveckling och rättvisa – en politik för storstaden på 2000-talet (prop. 1997/98:165) innebar början till en samlad storstadspolitik, med inriktning på de stadsdelar där de boende har väsentligt sämre förutsättningar än befolkningen i resten av landet. Från 2007 har det lokala utvecklingsarbetet i stadsdelarna breddats inom ramen för regeringens urbana utvecklingsarbete som leds av Integrations- och jämställdhetsdepartementet.
Integrationspolitiken inrättades som ett eget politikområde i och med regeringens proposition Sverige, framtiden och mångfalden (prop. 1997/98: 16). Integrationsverket var ansvarig myndighet 1998–2007. Bakgrunden till dagens integrationspolitik kan emellertid spåras betydligt längre tillbaka.
År 1998 infördes integrationspolitiken som särskilt politikområde. I samband med detta grundades även en särskild myndighet, Integrationsverket. Sedan dess har området utretts flera gånger. Särskilt kan nämnas Utredningen om makt, integration och strukturell diskriminering, under ledning av Masoud Kamali, som avlämnades 2006. Utredningens kritik av den dittillsvarande integrationspolitiken var omfattande. Utredningen betonade betydelsen av en strukturell diskriminering där olika faktorer, som till exempel etnicitet, språk och funktionshinder, kunde samverka. Förslagen innefattade bland annat att Integrationsverket och integrations- och mångfaldsenheten (då vid Justitiedepartementet) skulle läggas ned, samt att en omfattande översyn av bland annat arbetsmarknadspolitiken och rättsväsendet skulle genomföras för att motverka strukturell diskriminering.

### Integrationspolitik 2006-2010
Efter regeringsskiftet 2006 fick integrationspolitiken en ny inriktning och en delvis ny organisation. Regeringens politik under mandatperioden ska inriktas på åtgärder som kan bryta utanförskapet. Ansvaret för integrationspolitiska frågor i regeringen låg mellan åren 2006 och 2010 på integrations- och jämställdhetsdepartementet och integrationsminister Nyamko Sabuni. Efter riksdagsvalet 2010 flyttades integrationsfrågorna till arbetsmarknadsdepartementet och Erik Ullenhag blev ny integrationsminister.
Integrationspolitikens mål skulle nu främst uppnås genom generella insatser som når ut till hela befolkningen, oavsett födelseland eller etnisk bakgrund. År 2007 lades också Integrationsverket ned.
I budgetpropositionen för 2009 ersattes de tidigare målen för integrationspolitiken med ett enda övergripande mål: ”lika rättigheter, skyldigheter och möjligheter för alla oavsett etnisk och kulturell bakgrund” (prop. 2008/09:01).
I riksdagsskrivelsen Egenmakt mot utanförskap (Skr. 2008/09:24) förklarade regeringen att integrationspolitiken under mandatperioden bör fokusera på följande frågeställningar:
ett effektivt system för mottagande och introduktion för nyanlända
- fler i arbete och fler företagare
- bättre utbildningsresultat och likvärdighet i skolan
- bättre språkkunskaper och utbildningsmöjligheter för vuxna
- en effektiv bekämpning av diskriminering
- en positiv utveckling i stadsdelar med utbrett utanförskap
- en gemensam värdegrund i ett samhälle som präglas av en tilltagande mångfald

Regeringen bedömde att dessa inriktningar i huvudsak kunde och borde förverkligas inom ramen för de generella insatserna för bl.a. ökat utbud och efterfrågan på arbetskraft samt bättre kvalitet i utbildningssystemet. Särskilda integrationsinriktade insatser ska enbart förekomma vid behov och som komplement (prop. 2008/09:01).
Regeringens övergripande prioritering under mandatperioden formulerades som att bryta utanförskapet. Insatserna som presenterades i strategin skulle genomföras under perioden 2008–2010. Huvudinriktningen var insatser som syftade till att öka utbudet och efterfrågan på arbetskraft samt att förbättra matchningen mellan tillgänglig arbetskraft och arbetsmarknadens behov. Integrationspolitikens mål skulle i huvudsak uppnås genom generella insatser som riktar sig till hela befolkningen. Eventuella riktade insatser skulle baseras på särskilda individuella behov eller förutsättningar. Särskiljande åtgärder som riktas specifikt mot invandrare som grupp skulle, enligt riksdagsskrivelsen inte förekomma annat än för nyanlända.
Integrationspolitiken är sektorsövergripande. Detta innebär att dess mål ska uppnås genom insatser inom flera politikområden och av många olika myndigheter. Integrations- och jämställdhetsdepartementet har ett samordnande ansvar för regeringens insatser för integration. Samma departement har också ett eget ansvar och särskilda medel för statens insatser i vissa frågor som är av betydelse för integrationen. Sådana frågor gäller nyanlända invandrares etablering i samhället, ersättning till kommunerna för flyktingmottagande, svenskt medborgarskap och urbant utvecklingsarbete. Vidare ingår åtgärder för att motverka och förebygga diskriminering på grund av etnisk tillhörighet, religion eller annan trosuppfattning samt insatser mot främlingsfientlighet och rasism. Till integrationspolitiken räknas också stödet till etniska organisationer och andra organisationers ideella integrationsbefrämjande arbete. Dessa frågor hanteras på senare år[när?] vid Ungdomsstyrelsen.